# Bill Fitch
Bill Fitch (* 27. November 1941 in New Haven; † 2010) war ein US-amerikanischer Jazz-Perkussionist (Congas) und Komponist.
Fitch besuchte ab 1958 das Berklee College of Music in Boston. In den frühen 1960er Jahren begleitete er zwei Jahre lang Cal Tjader (Soña Libré), für den er seinen bekanntesten Titel Insight schrieb, der u. a. von Bobby Shew gecovert wurde. Dann zog er nach Los Angeles und arbeitete in der Westcoast-Jazzszene als Perkussionist mit der Rene Bloch Big Band, Charles Kynard/Buddy Collette (Warm Winds 1964), Vince Guaraldi, Poncho Sanchez, aber auch mit Hubert Laws (Flute By-Laws). Nachdem er eine Zeit lang die Musikszene verlassen hatte, spielte er in den 1970er Jahren im Umfeld des Berklee College mit Chick Corea, Gary Burton, Don Alias und Tony Williams. In seinen späteren Jahren lebte er in Hartford (Connecticut) und war Mentor für junge Musiker. Im Bereich des Jazz wirkte Fitch zwischen 1963 und 1965 bei sechs Aufnahmesessions mit.